# Hans Rompel
Hans Rompel (* 19. Januar 1910 in Barmen, heute Wuppertal; † 18. Juli 1981 in Duisburg) war ein deutscher Bildhauer und Grafiker. Er gehört zu den bekannten Vertretern der abstrakten Plastik und Druckgrafik nach dem Zweiten Weltkrieg.

## Leben
Hans Rompel hatte ursprünglich Kunstschmied gelernt. Diesen Beruf übte er bis 1933 aus. Von 1933 bis 1939 studierte er an der Kunstakademie Düsseldorf. Nach dem Zweiten Weltkrieg arbeitete Rompel zunächst im Bereich konventioneller figürlicher Plastik. Bekannt wurde er später als abstrakter Bildhauer und Grafiker. Ab 1958 wurde seine abstrakte Kunst vermehrt ausgestellt. Hans Rompel lebte und arbeitete viele Jahre in Düsseldorf und war in der dortigen Kunst- und Künstlerszene verankert. Er gehörte zum Umfeld der Künstler der damaligen Galerie Schmela, in der er mehrfach ausstellte. Auf Fotos des bekannten Galeristen Hans-Jürgen Müller, Autor einiger Bücher über Kunst und die Kunstszene Ende der 1950er Jahre zum Beispiel wurden die Protagonisten der Düsseldorfer Kunstszene vielfach dokumentiert.
Neben seinem grafischen Werk hat Rompel zahlreiche gegenständliche Skulpturen geschaffen. Ein typisches Beispiel dieser Arbeiten sind die Bronzefiguren auf dem Losemundbrunnen von Bergneustadt.
Rompels Arbeit fand in den 1950er und 1960er Jahren große Beachtung. Er war Teilnehmer der documenta 2 1959 in Kassel in der Abteilung Druckgrafik.